# Tatochila mercedis
Tatochila mercedis is een vlindersoort uit de familie van de Pieridae (witjes), onderfamilie Pierinae.
Tatochila mercedis werd in 1821 beschreven door Eschscholtz.